# Striglina atrata
Striglina atrata är en fjärilsart som beskrevs av Paul E. Whalley 1976. Striglina atrata ingår i släktet Striglina och familjen Thyrididae. Inga underarter finns listade i Catalogue of Life.